# Gammalsvenskby

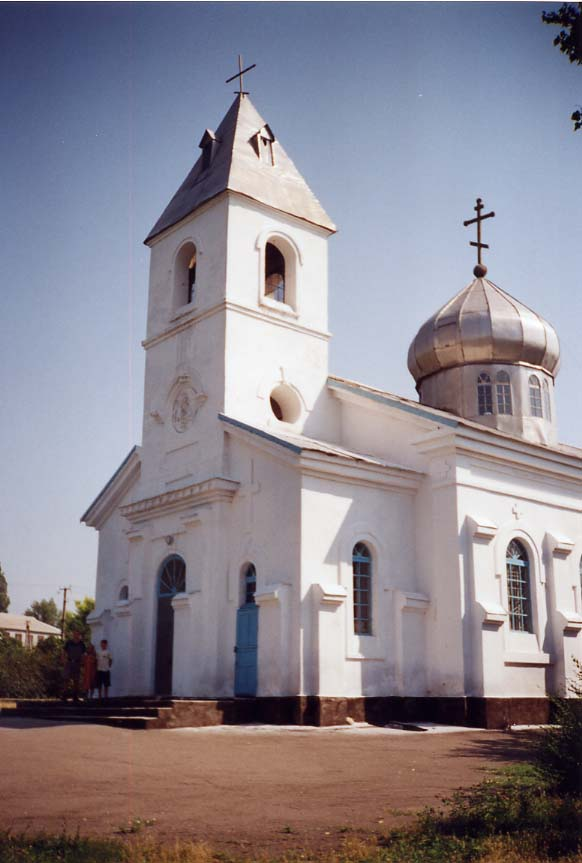
De voormalige Zweedse, Lutherse kerk in Gammalsvenskby. Tegenwoordig dient de Sint-Janskerk als orthodoxe kerk.

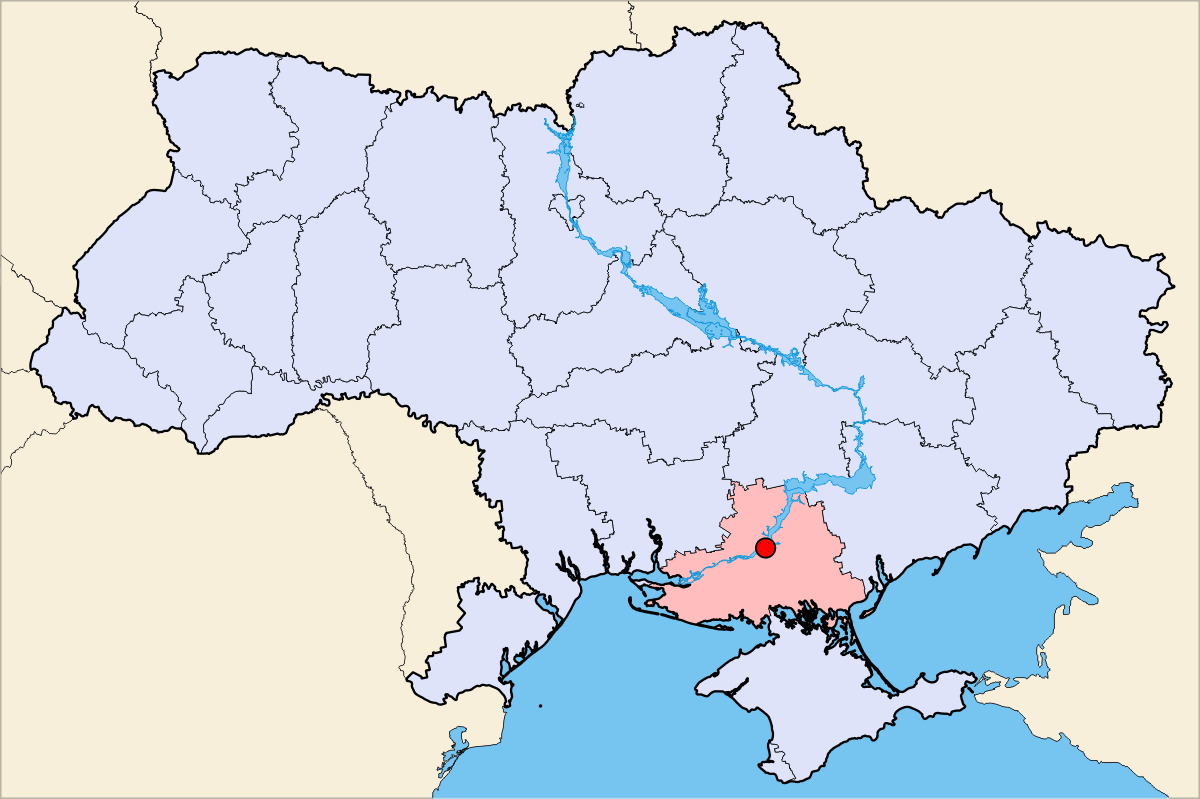
Locatie in Oekraïne.

Gammalsvenskby (dialect: Gammölsvänskbi; letterlijk: ’oud Zweeds dorp’; Oekraïens: Старошведське, Starosjvedske; Duits: Altschwedendorf) maakt deel uit van het dorp Zmijivka (Oekraïens: Зміївка, Russisch: Змеевка) in Oblast Cherson, Oekraïne. Het werd door Estlandzweden gesticht in het midden van de 18de eeuw. Tot op de dag van vandaag leeft er een kleine minderheid van Zweedstaligen in het dorp.

## Stichting
De inwoners van Gammalsvenskby stammen af van Estse Zweden die op Hiiumaa (Zweeds: Dagö) leefden, het op een na grootste eiland van wat tegenwoordig Estland heet. Eeuwenlang maakte dit kustgebied deel uit van het Zweedse koninkrijk, tot het tijdens de Grote Noordse Oorlog door het Russische Rijk werd veroverd. Onder het bewind van tsarina Catharina de Grote verliet de Zweedstalige bevolking het eiland in augustus 1781. Ze werden - al dan niet vrijwillig - met de belofte van vruchtbaar land naar Zuid-Oekraïne overgeplaatst om dat pas (van de Ottomanen) veroverde territorium te koloniseren. De mars naar Oekraïne draaide uit op een catastrofe: vele van de 1000 bewoners van Hiiumaa stierven onderweg. In Resjetylivka, niet ver van Poltava, zouden er zoveel Zweden zijn gestorven en begraven dat de lokale bewoners de begrafenispsalmen op den duur uit het hoofd kenden.
Bovendien was er bij aankomst aan de Dnjepr geen spoor van de hen beloofde huizen, waarop de kolonisten "Nu vära ve rätt narrander" gezegd zouden hebben, "Nu zijn we goed beetgenomen". Tijdens het eerste jaar van hun verblijf in Oekraïne stierven er nog meer mensen dan tijdens de mars naar hun nieuwe woonsten. Volgens kerkelijke bronnen waren er in maart 1783 nog maar 135 mensen in leven.

## Vrijwaring van het Estse erfgoed tot aan de Russische revolutie
Drie nabije dorpen werden niet veel later, van 1803 tot 1805, door Duitse kolonisten gebouwd: Schlangendorf, Mühlhausendorf en Klosterdorf. Tegenwoordig vallen ook deze dorpen onder Zmijivka - Zmijivka is overigens afgeleid van Schlangendorf (zmija is Oekraïens voor slang). Door deze Duitse kolonisatie werden de Zweden opeens een minderheid in de regio. Hun cultuur kwam in het gedrang doordat vele priesters en leraren Duits waren. Dit en de afname van vrij akkerland leidde tot spanningen tussen de Duitsers en de Zweden.
De Zweedse bevolking van Gammalsvenskby wist haar tradities en luthers geloof te bewaren, hoewel er gedurende een eeuw geen contact met het Zweedse rijk was. Ook bleven ze hun Zweeds dialect spreken. Aan het einde van de 19de eeuw werd er weer contact met Zweden opgenomen. In Zweden en (het ook deels Zweedstalige) Finland werd geld ingezameld voor de bouw van een Zweedse kerk, die in 1885 werd ingewijd. Bezoeken vanuit Zweden werden frequenter en sommige dorpsbewoners abonneerden zich zelfs op Zweedse kranten.

## Russische revolutie en interbellum
Tijdens de Eerste Wereldoorlog werd de communicatie weer afgesneden. Er brak hongersnood uit en een eerste expeditie onder leiding van Wilhelm Sarwe bracht in 1922 benodigdheden mee uit Zweden. Na de Russische revolutie verzochten de dorpbewoners, gesteund door een nationalistische beweging en aartsbisschop Nathan Söderblom, om het recht om de Sovjet-Unie te verlaten en zich in Zweden te vestigen. Söderblom vroeg Sarwe om een tweede expeditie op poten te zetten en op 1 augustus 1929 kwamen 881 bewoners aan in Zweden. Van de 895 inwoners van Ests-Zweedse afkomst in 1927 bleven er dus maar enkelen achter in Gammalsvenskby.
De meeste emigranten vestigden zich op Gotland. Zowat 100 van de vertrokken Zweden zetten kort daarna koers naar Canada, waar al enkele emigranten uit Gammalsvenskby woonden. De meesten van hen gingen in Manitoba wonen.
Er was de nieuwe bewoners van Gotland beloofd dat ze in een eigen nederzetting zouden mogen wonen, maar door de economische crisis werd deze belofte niet nagekomen. Bovendien werden ze als immigranten beschouwd in een land dat leed onder de crisis, wat ertoe leidde dat ze soms vijandig werden bejegend door de lokale bevolking.
De Zweedse Communistische Partij bood hen aan terug te keren naar Gammalsvenskby en al einde 1929 waren er families die terugkeerden naar de Sovjet-Unie.

## Weer in de Sovjet-Unie
In totaal besloten zo’n 250 dorpelingen om terug te keren naar Gammalsvenskby. Samen met leden van de Zweedse Communistische Partij stichtten ze de kleine kolchoz Sjvedkompartija. De hongersnood van 1932-1933 (de beruchte Holodomor), veroorzaakt door de collectivisatie van de landbouw, trof ook Gammalsvenskby. Opnieuw wensten sommigen te verhuizen naar Zweden en ze tekenden in op een lijst om hun wens kenbaar te maken. Dit leidde ertoe dat ongeveer 20 dorpsbewoners door de GPU, de geheime politie, gearresteerd werden. Vijf ervan werden gevangengenomen en verschillende dorpsbewoners lieten het leven tijdens de Grote Zuivering, het schrikbewind van Jozef Stalin.
Tijdens de Tweede Wereldoorlog vielen de nazi’s de Oekraïense SSR binnen. De Duitse soldaten die op 25 augustus 1941 het dorp in marcheerden, werden als bevrijders onthaald. Bij de terugtrekking van de Duitse troepen in 1943 werden de Zweden samen met de Duitse bewoners geëvacueerd. De meesten kwamen terecht in Krotoszyn in de toenmalige Reichsgau Wartheland, een door de nazi’s geannexeerd deel van Polen. Polen werd uiteindelijk ook deel van de Sovjet-Unie en aan het einde van de oorlog werden zo’n 150 Zweden gearresteerd en naar goelags gedeporteerd. Ze mochten pas in 1947 terugkeren naar Gammalsvenskby. Andere Zweden wisten al meteen na de oorlog terug te keren.
Nu kreeg Schlangendorf zijn Slavische naam Zmijivka; Mühlhausendorf (‘Molendorp’) werd Mychailivka (‘Michaëlsdorp’) en Klosterdorf (‘Kloosterdorp’) werd omgedoopt tot Kostyrka. Gammalsvenskby zelf ging Verbivka (‘Wilgendorp’) heten. In 1951 werd de kerk een club en daarna een opslagplaats voor landbouwdoeleinden.
Na de uitwisseling van territorium tussen Polen en de Sovjet-Unie kwamen 2500 inwoners vanuit het Oblast Drohobitsj (nu Oblast Lviv), in het uiterste westen van Oekraïne, in deze dorpen terecht. Door de bevolkingstoename werden de dorpen verenigd onder de naam Zmijivka.

## Huidige situatie
Na de val van de Sovjet-Unie werden de banden met Zweden weer aangehaald. De inwoners van Gammalsvenskby kregen ondersteuning, o.a. van de Zweedse kerk en van de gemeente Gotland. Tegenwoordig zijn zo’n 150 à 200 inwoners van Zweedse afkomst. Maar enkelen onder hen spreken nog vloeiend Zweeds, vaak wordt er veeleer Duits gesproken. Er is een Zweedse lerares die de taal onderwijst en er worden onderzoekingen doorgevoerd.
Het embleem van Zmijivka bestaat uit drie kronen, het Zweedse nationale symbool, en uit een blauw kruis op een geel veld. Blauw en geel zijn zowel de kleuren van Zweden als van Oekraïne. De hele omgeving is sterk veroekraïenst door de immigratie vanuit West-Oekraïne.
In 2008 werd Gammalsvenskby tijdens een staatsbezoek bezocht door het Zweedse koningspaar, Carl XVI Gustaf en Silvia.
Sinds april 2022 wordt het dorp bezet door het Russische leger.
Enkele woorden uit het Gammalsvenskbydialect
| Oudzweeds  | Zweeds  | Nederlands  |
| Pärter     | Ankor   | Eenden      |
| Kardefflar | Potatis | Aardappelen |
| Baglescani | Tomater | Tomaten     |

Part is tegenwoordig nog steeds het Estse woord voor eend; kardefflar is verwant met het Duitse Kartoffel.